# Toxorhina (Ceratocheilus) toxopeana
Toxorhina (Ceratocheilus) toxopeana is een tweevleugelige uit de familie steltmuggen (Limoniidae). De soort komt voor in het Australaziatisch gebied.